# Eriochrysis villosa
Eriochrysis villosa är en gräsart som beskrevs av Jason Richard Swallen. Eriochrysis villosa ingår i släktet Eriochrysis och familjen gräs. Inga underarter finns listade i Catalogue of Life.